# Jeffrey Katzenberg
Jeffrey Katzenberg (Nova York, 21 de setembre de 1950) és un animador i productor estatunidenc majorment conegut per haver fundat Dreamworks (juntament amb Steven Spielberg i David Geffen), on exerceix el càrrec de director executiu.
Inicialment, treballava com a president de Walt Disney Animation Studios. Després de la seva renúncia el 1994, Katzenberg va coincidir amb Spielberg i Geffen en la creació d'un nou estudi de cinema, que més tard seria anomenat Dreamworks. Des de llavors, ha estat relacionat amb nombrosos films animats d'aquesta empresa, com ara Shrek, Shark Tale, Madagascar, Veïns invasors, Bee Movie, Kung Fu Panda i Monsters vs. Aliens, entre d'altres.